# Акуаскиа
Акуаскиа (или Акуаскя, абх. Акәаскьа, груз. აკვასკია) — село в Абхазии, в Очамчырском районе частично признанной Республики Абхазия, согласно административному делению Грузии — в Очамчирском муниципалитете Абхазской Автономной Республики. Расположено к северо-востоку от райцентра Очамчыра и к юго-западу от села Гуп. В административном отношении село представляет собой административный центр сельской администрации Акуаскиа (абх. Акәаскъа ақыҭа ахадара), в прошлом входило в Гупский сельсовет и Гупскую сельскую администрацию.

## Границы
На северо-востоке Акуаскиа граничит с селом (с/а) Гуп; на востоке и юго-востоке — по реке Аалдзга с селом (с/а) Пакуаш; на юге — с селом (с/а) Баслаху, на юго-западе — с селом (с/а) Маркула, на западе — с селом (с/а) Джал.

## Население
Население Гупского сельсовета (включая Акуаскиа) по данным переписи 1989 года составляло 1759 человек, по данным переписи 2011 года население сельской администрации Акуаскиа составило 575 человек, в основном это абхазы, а также грузины.
| Год переписи | Число жителей                | Этнический состав                                           |
| ------------ | ---------------------------- | ----------------------------------------------------------- |
| 1886         | 2023 (без Ткуарчала и Тхины) | абхазы 99,5 %; грузины 0,5 % в с/о Гуп                      |
| 1926         | 2936                         | абхазы 97,2 %; грузины 1,5 %; турки 0,9 % в Гуп с/с         |
| 1959         | 1984                         | абхазы в Гуп с/с, грузины в с. Акуаскиа (нет точных данных) |
| 1989         | 1759                         | абхазы в Гуп с/с, грузины в с. Акуаскиа (нет точных данных) |
| 2011         | 575                          | абхазы 88,0 %, грузины 9,0 %, русские 1,7 %                 |

Вплоть до начала XX века в состав Гупской сельской общины входили село Акуаскиа и село Ткуарчал вместе с нынешней территорией города Ткуарчал, и часть села Тхина.
В сталинский период с самый южный ранее гупский посёлок Акуаскиа (Акуаскя) переселяют мегрельских крестьян из Западной Грузии, где впоследствии они составляют большинство населения вплоть до окончания грузино-абхазской войны. После войны местные мегрелы в массе своей покидают село. В ходе войны Акуаскиа неоднократно переходила из рук в руки, территория была сильно заминирована.